# Barbus thysi
Barbus thysi és una espècie de peix cipriniforme de la família dels ciprínids.

## Morfologia
Els mascles poden assolir els 6,4 cm de longitud total.

## Distribució geogràfica
Es troba al sud-oest del Camerun i Fernando Poo.